# Last Time Around
Last Time Around − trzeci i ostatni studyjny album Buffalo Springfield, który został wydany w lipcu 1968 roku.

## Lista utworów
| Nr. |  | Tytuł                        | Kompozytor                 | Wokal                                     | Długość |
| --- |  | ---------------------------- | -------------------------- | ----------------------------------------- | ------- |
| 1.  |  | „On the Way Home”            | Neil Young                 | Neil Young, Richie Furay, Stephen Stills  | 2:25    |
| 2.  |  | „It's So Hard to Wait”       | Richie Furay, Neil Young   | Richie Furay                              | 2:03    |
| 3.  |  | „Pretty Girl Why”            | Stephen Stills             | Stephen Stills, Richie Furay              | 2:24    |
| 4.  |  | „Four Days Gone”             | Stephen Stills             | Stephen Stills                            | 2:53    |
| 5.  |  | „Carefree Country Day”       | Jim Messina                | Jim Messina, Richie Furay, Stephen Stills | 2:35    |
| 6.  |  | „Special Care”               | Stephen Stills             | Stephen Stills                            | 3:30    |
| 7.  |  | „The Hour of Not Quite Rain” | Micki Callen, Richie Furay | Richie Furay                              | 3:45    |
| 8.  |  | „Questions”                  | Stephen Stills             | Stephen Stills                            | 2:52    |
| 9.  |  | „I Am a Child”               | Neil Young                 | Neil Young                                | 2:15    |
| 10. |  | „Merry-Go-Round”             | Richie Furay               | Richie Furay, Stephen Stills              | 2:02    |
| 11. |  | „Uno Mundo”                  | Stephen Stills             | Stephen Stills                            | 2:00    |
| 12. |  | „King Woman”                 | Richie Furay               | Richie Furay, Jim Messina                 | 4:10    |

## Twórcy
Opracowano na podstawie materiału źródłowego.
Buffalo Springfield
- Richie Furay – wokal, gitara
- Stephen Stills – wokal, gitara (utwory nr 1, 2, 3, 4, 6, 8, 10, 11), instrumenty klawiszowe (utwory nr 4, 6, 8), organy Hammonda (utwory nr 6, 8, 11), gitara basowa (utwory nr 6, 8), klawinet (utwór nr 8), wibrafon (utwór nr 1)
- Jim Messina – gitara basowa, wokal
- Dewey Martin – perkusja (utwory nr 1, 2, 3, 9, 11)
- Neil Young – wokal, gitara (utwory nr 3, 9, 10), harmonijka ustna (utwór nr 1), instrumenty klawiszowe (utwór nr 1)
- Bruce Palmer – gitara basowa (utwór nr 1)

Muzyci studyjni
- Jim Fielder – gitara basowa (utwór nr 3)
- Buddy Miles – perkusja (utwór nr 6)
- Jimmy Karstein – perkusja (utwór nr 8, 10)
- Gary Marker – gitara basowa (utwór nr 9)
- Jeremy Stuart – klawesyn, kaliope, dzwonki (utwór nr 10)
- Rusty Young – elektryczna gitara hawajska (utwór nr 12)
- Richard Davis – gitara basowa (utwór nr 12)
- Niezdentyfikowani - róg (utwór nr 1, 11), saksofon, klarnet (utwór nr 2), perkusja (utwór nr 4, 12), gitara basowa, klawesyn

## Listy sprzedaży
| Lista         | Kraj              | Pozycja |
| ------------- | ----------------- | ------- |
| Billboard 200 | Stany Zjednoczone | 42      |